# Gościsław (województwo dolnośląskie)
Gościsław – wieś w Polsce położona w województwie dolnośląskim, na przedgórzu Sudeckim, w powiecie średzkim, w gminie Udanin. W latach 1975–1998 miejscowość administracyjnie należała do województwa legnickiego.

## Historia
W dokumentach wieś wzmiankowana po raz pierwszy jako Gostizlauia w 1189 r., w roku 1268 lokowana na prawie niemieckim przez Sobiesława (Sobezlaus) syna Brebimila. W 1292 r. Gościsław wraz z patronatem nad miejscowym kościołem znalazł się w posiadaniu klasztoru cystersów w Krzeszowie. Prawa klasztoru do wsi potwierdził w latach: 1292, 1295 i 1299, książę świdnicko-jaworski Bolko I; w 1318 r. papież; w 1352 r. książę świdnicki Bolko II. Dobra ziemskie w Gościsławiu cystersi posiadali do sekularyzacji majątków klasztornych w 1810 r.
Po sekularyzacji zakonu cystersów, posiadane przez nich dobra ziemskie w Gościsławiu zostały przejęte w roku 1812 przez państwo pruskie, a następnie w tymże roku zakupione przez Luise von Röhl. Ta zaś odsprzedała je w 1816 r. Johannowi Gotfriedowi Barthel, wzmiankowanemu jako właściciel także w roku 1830. W 1845 r. majątek ziemski w Gościsławiu należał do Johanna Gottfrieda Ungera. Od 1858 r. przeszedł w posiadanie rodu von Kramsta i jego kolejnych członków. Byli to: Eduard von Kramsta ze Świebodzic odnotowany w 1873 r. oraz Marie von Kramsta z Morawy, także właścicielka dóbr w pobliskim Lasku, wzmiankowana w latach 1884–1922. Folwarki w Gościsławiu i Lasku włączone zostały przed 1894 r. do klucza posiadłości rodu von Kramsta w Morawie, z którymi były związane do lat 20. XX wieku. Przed rokiem 1926 klucz majątków Morawa wraz z majętnościami w Gościsławiu i Lasku przeszedł w posiadanie należącego do rodu Kurta Wietersheima zamieszkałego w Rusku. Dobra w Gościsławiu należały do niego do czasu II wojny światowej; majątek dzierżawiła wówczas M. Th. von Buddenbrock, primo voto von Wietersheim, z domu Colmar z Pielaszkowic, a w 1937 r. czterech innych dzierżawców.
W latach: 1829, 1830 i 1845 r. w posiadłości ziemskiej w Gościsławiu znajdował się dom pański, folwark, gorzelnia oraz owczarnia z 600 owcami, usytuowana w obrębie wsi. Dwa lata wcześniej, w pożarze osady w 1826 r. spłonęło pięć tworzących ją budynków, wraz z 770 sztukami zwierząt. W 1873 r. dobra liczyły 943 morgi, w tym 835 mórg pól uprawnych, 34 morgi łąk i 73 morgi lasu. W latach 1886–1922 ich areał obejmował 236 ha, w tym 205/207 pól, 8/9 ha łąk oraz 18/19 ha lasu do wyrębu. Folwark w latach 1886-1891 zajmował powierzchnię 5 ha, później w latach 1894-1922 jego obszar zmniejszono do 1 ha. Hodowano w nim wówczas 14 koni i 80 sztuk bydła, w tym 24 krowy oraz 700 owiec.
Przed 1926 r. areał należący do dóbr w Gościsławiu został powiększony do 252 ha przez zakup łąk, które zajmowały wówczas obszar 29 ha. W majątku nadal hodowano bydło oraz świnie i źrebięta; uprawiano też pszenicę, buraki cukrowe i ziarno siewne. W 1930 r. posiadłość zajmowała 390 ha, z 336 ha pól uprawnych. Powierzchnia folwarku liczyła 5 ha; z 0,75 ha ogrodem, a przed 1937 r. zwiększona została do 8 ha z 0,5 ha ogrodem. Grunty przynależne do dóbr zostały zmniejszone do 295 ha (255 ha pól, 4 ha łąk, 4 ha łoziny i 20 ha lasu).
W latach 1905–1909 Marie von Kramsta zakupiła też w Gościsławiu trzy dawne gospodarstwa kmiece o łącznej powierzchni 102 ha, należące wcześniej do Hedwig Münch (w latach 1891-1905). Następnie przed 1912 r. dokupiła jeszcze jedno gospodarstwo zajmujące obszar 28 ha, będące wcześniej własnością Carla Jungnitza. Przed 1926 r. gospodarstwa te, podobnie jak dobra ziemskie w Gościsławiu, przeszły w posiadanie Kurta Wietersheima, a przed 1937 r. przejął je porucznik Georg Wiesner.
W 1791 r. obszar wsi zajmował 2878 mórg, w tym 2643 morgi pól ornych oraz 150 mórg nieużytków. Ziemię oceniano jako dość dobrą, choć w dużej mierze gliniastą i piaszczystą. W osadzie hodowano ogółem 62 konie, 142 krowy i 600 owiec. W opisie Zimmermanna z 1785 r. w miejscowości należącej administracyjnie do okręgu strzegomskiego, odnotowane zostały dwa folwarki (jeden z nich tożsamy zapewne z wcześniej opisywaną owczarnią), browar, 16 gospodarstw kmiecych, wśród których kilka było bardzo znacznych oraz 18 gospodarstw zagrodników i 7 chałupników. Ludność wsi liczyła 354 mieszkańców wyznania katolickiego.
W czasie pożaru osady w 1826 r. spłonęły: owczarnia, dom wycużny Wagnera, wiatrak Johanna Sauera, a także zabudowania należące do kmieci Ignaza Rädlera, Antoniego Müncha, Josepha Wiesnera oraz zagrodników Franza Hertnera i Josepha Hofmanna. W 1829 r. w Gościsławiu zamieszkanym przez 501 katolików i 18 ewangelików, znajdowało się sołectwo, 15 gospodarstw kmiecych, 9 wolnych zagrodników, 8 zagrodników omłockowych oraz 15 chałupników i 10 gospodarzy na dożywociu. We wsi była też kuźnia, karczma i międlarnia, 60 stajni i stodół oraz wiatrak wzniesiony w 1814 r. W 1830 r. wieś poza domem pańskim, dwoma folwarkami, należącą do majątku gorzelnią i wiatrakiem, liczyła 58 domów i 522 mieszkańców, z których 30 było ewangelikami. Dane statystyczne z 1845 r. potwierdzają także istnienie wówczas w miejscowości domu pańskiego, 2 folwarków oraz należącej do majątku gorzelni i wiatraka, jak również 70 domostw, zamieszkałych przez 589 osób, w tym 39 wyznania ewangelickiego oraz 27 rzemieślników i kramarzy. Ludność ewangelicka w 1829, 1830 i 1845 r. uczestniczyła w nabożeństwach w kościele w Udaninie, tam też wierni ci byli chowani, a ich dzieci uczęszczały do szkoły.
W 1884 r. w Gościsławiu mieszkało 613 osób; w 1905 r. – 586; w 1927 r. – 430 katolików i 140 ewangelików; w 1929 r. – 432 katolików i 155 ewangelików. Wieś w 1936 r. liczyła 598, 1941 r. – 592, a przed 1945 r. – 579 mieszkańców.
W księdze adresowej z 1937 r. odnotowano, że w Gościsławiu istniało wolne dobro (Freigut) z areałem 69 ha pól uprawnych, pozostające od XIV w. w posiadaniu rodziny Wiesner, której ostatnim przedstawicielem przed 1945 r. był Georg Wiesner. Od 1891 do 1937 r. w księgach adresowych wymieniano też właścicieli znaczniejszych gospodarstw. Często posiadali oni po dwie lub trzy zagrody, jak wspomniani wyżej Ernst Jungwitz (92 ha) i Hedwig Münch (94,25 ha). Inni znani z nazwiska gospodarze to August Münch (98 ha), Robert Wiesner (90,5 ha), Albert i następnie Alfons Sauer (45 ha, gospodarstwo w rodzinie od 1802 r.) i Paul König (34 ha). Najbogatszym z nich był Carl Jungnitz posiadający w Gościsławiu w latach 1912-1937 cztery zagrody o łącznej powierzchni 182 ha oraz 6 zagród w Pyszczynie. Przed 1945 r. strukturę wsi zajmującej obszar 814 ha, tworzyło 14 dużych gospodarstw wiejskich od 10 do 34 ha oraz liczne mniejsze zagrody, sklepy, warsztaty rzemieślnicze, a także 2 gospody, jedna z salą na około 400 osób służącą też do wystawiania przedstawień teatralnych. Jedna z gospód wraz z piekarnią należała w latach 20. XX wieku do Theodora Kloses (obecnie nie istnieje).

## Architektura

### Układ urbanistyczny
Gościsław jest wsią ulicową o układzie południkowym, założoną wzdłuż drogi prowadzącej z sąsiedniego Ruska do Pielaszkowic. Droga ta w południowej części osady, rozgałęzia się i daje początek drodze prowadzącej w kierunku wschodnim do Mieczkowa w gminie Udanin. Obecny zasięg zabudowanego terenu wsi niewiele się różni od zasięgu nowożytnego siedliska, widocznego na mapach topograficznych z 1826 i 1936 r. Powyżej rozwidlenia dróg, po wschodniej stronie głównej drogi wiejskiej, wzniesiony został kościół i założony cmentarz. Naprzeciw, po zachodniej stronie drogi znajduje się zespół folwarczny, z zabudową gospodarczą skupioną wokół dwóch majdanów. Północny z nich stanowił trzon dóbr ziemskich w Gościsławiu, południowy należy wiązać natomiast z istniejącą we wsi owczarnią, należącą do majątku i wzmiankowaną w literaturze źródłowej. Za majdanami (na zachód), przy drodze je rozdzielającej, posadowiony jest budynek nr 18 o charakterze willowym, z końca lat 20. XX wieku, będący zapewne czasową rezydencją ostatniego właściciela majętności. Lokalizacji budynku tego nie można jednakże utożsamiać z wymienianym w 1830 i 1845 r. domem pańskim, obecnie nieistniejącym. Przy wschodniej granicy siedliska, poza zabudową wsi znajduje się cmentarz parafii katolickiej założony w 1906 r., do którego drogę dojazdową wydzielono z zagrody plebańskiej należącej do parafii katolickiej – obecnie nr 43. Na południe od cmentarza przykościelnego usytuowana jest parcela dawnej szkoły katolickiej – obecnie nr 42.

### Zabytki
Do wojewódzkiego rejestru zabytków wpisane są:
- kościół parafialny pw. św. Szymona i Judy Tadeusza Biskupa wraz z cmentarzem – zlokalizowany przy głównej drodze wiejskiej, po jej wschodniej stronie, w środkowej części wsi, wzniesiony w XIV w., rozbudowany i zbarokizowany w latach 1756–1759; wieża nadbudowana w 1785 r., z hełmem z 1861 r.; świątynia restaurowana na początku XX w., remontowana w 1936 i 1939 r. oraz w okresie powojennym w latach 1962-1963 (odnowienie wnętrza), 1965 r. (przełożenie dachu), 1991 i 2007 r. (odnowienie i pomalowanie elewacji). Kościół orientowany, murowany, tynkowany, z detalem architektonicznym wyrobionym w tynku. Założony na planie krzyża, jednonawowy, z węższym prezbiterium i oskarpowaną 4-kondygnacyjną, czworoboczną wieżą od zachodu oraz zakrystią na nieregularnym rzucie od południa; ramiona transeptu zamknięte trójbocznie, naroża prezbiterium ścięte; wieża poprzedzona niewielką kruchtą. Nawa nakryta ceramicznym dachem dwuspadowym, prezbiterium wielospadowym; transept, zakrystia i kruchta mansardowymi. Wieża zwieńczona ozdobnym hełmem o linii wklęsło-wypukłej, krytym blachą. Elewacje kościoła ujęte profilowanym gzymsem koronującym, otwory w ozdobnych opaskach. Wnętrze salowe, ujęte neobarokową emporą na okazałych konsolach; nawa przekryta sklepieniem kolebkowym z lunetami, prezbiterium i transept sklepieniami żaglastymi. Sklepienia zdobi dekoracja sztukatorska w formie obramień plafonów, w prezbiterium ściany rozczłonkowane są pilastrami. Kościół w Gościsławiu wymieniony został po raz pierwszy w 1268 r., kiedy to opatrzył go jednym łanem ówczesny właściciel dóbr Sobiesław. Czas powstania pierwszej świątyni nie jest jednoznacznie interpretowany w dawnej literaturze źródłowej. Według części autorów kościół wzniesiono w XII w., według innych zapis lokacyjny z 1268 r. wskazywał na dopiero wówczas wytyczone miejsce pod lokalizację budowli. Świątynia wzmiankowana w 1335 r., była w latach 1360-1542 kościołem filialnym parafii w Udaninie. W 1542 r. biskup wrocławski Baltazar ustanowił w Gościsławiu parafię, podnosząc tym samym istniejącą budowlę do funkcji kościoła parafialnego, w którym posługę sprawowali cystersi oddelegowani z Krzeszowa. Pierwszym z nich, który osiadł w Gościsławiu, obejmując parafię 18 sierpnia 1717 r., był ojciec Adalbertus Ansorge. Po nim do roku 1829 nastąpiło 26 innych proboszczów. Wcześniej, w okresie reformacji, świątynię przejęli i użytkowali protestanci w latach 1630-1645. Po rekatolizacji, w sprawozdaniach z wizytacji z lat 1666/1667 opisywana była jako murowana, z wysoką wieżą, wyposażona w trzy ołtarze. Kościół ten o proweniencji średniowiecznej został w latach 1756-1759 rozbudowany w stylu barokowym za kwotę 4580 talarów. Wówczas zapewne przebudowano transept oraz przekryto nawę sklepieniem kolebkowym z lunetami, a prezbiterium i środkową część transeptu sklepieniami żaglastymi. W 1785 r. nadbudowano wieżę, o czym świadczy umieszczona w jej górnej kondygnacji data, wieńcząc ją barokowym hełmem. Wnętrze świątyni ozdobiono skromną dekoracją sztukatorską i nowym, barokowym wyposażeniem. Po sekularyzacji zakonu cystersów w 1810 r., państwo pruskie przejęło 74-morgowy widmut przynależny parafii w Gościsławiu. Świątynia pozostała nadal kościołem parafialnym i jako taka, opatrzona widmutem 1-morgowym, wymieniana była następnie w 1830 i 1845 r. Funkcję proboszcza w latach 1807-1829 sprawował Gabriel Maliske. Ze wzmianek w dawnej literaturze wiemy, że w roku 1829 w krytym gontem kościele, odprawionych zostało 89 cichych mszy, 8 nabożeństw requiem, jedno aniwersarium i siedem Dróg Krzyżowych. We wrocławskim Archiwum Państwowym zachowała się bogata dokumentacja projektowa dotycząca prac remontowo-budowlanych prowadzonych w kościele w Gościsławiu w drugiej połowie XIX wieku i do lat 40. XX wieku. W 1861 r. poddano remontowi lub wykonano na nowo hełm wieńczący wieżę świątyni, według projektu królewskiego radcy budowlanego Gandtnera. Zrealizowano też w oparciu o jego projekt emporę obiegającą nawę, na której w 1879 r. umieszczono zachowane do dziś organy firmy Schlag & Sohne. W 1882 r. do południowej elewacji kościoła, obok transeptu, dobudowano kruchtę (obecnie nieistniejącą) według projektu wspomnianego wyżej Gandtnera, w miejsce znacznie mniejszej kruchty wcześniejszej. W 1933 r. założono na kościele instalację odgromową, w 1936 r. prawdopodobnie przełożono pokrycie dachu, wymieniono stolarkę okienną i pomalowano wnętrze budowli, w 1939 r. wykonano nową posadzkę. Kościół pozostał świątynią parafialną do 1945 r.; w 1929 r. odnotowano wezwanie św. Szymona i Judy Apostołów. Do parafii należało około 80 ha gruntów oraz miejscowości Zastruże i Kruków
- cmentarz przykościelny założony został w XIV w. i powiększony około 1759 r., obecnie na nieregularnym planie zbliżonym do owalu i otoczony kamiennym murem. Mur przepruwa od zachodu neogotycka, kamienna, arkadowa brama wjazdowa z ceglanym detalem; podobna w formie furta od południa – obecnie zamurowana. Teren cmentarza splantowany, zarys mogił sprzed 1945 r. nieczytelny, kilka płyt nagrobnych wmurowanych w mur cmentarny. W północnej części cmentarza dwie kaplice grobowe usytuowane przy murze cmentarnym. Zachodnia z nich – obecnie przedpogrzebowa z drugiej połowy XIX w. o bogatszej formie i częściowo zachowanym detalu. Założona na rzucie prostokąta, nakryta spłaszczonym, dwuspadowym dachem, zwieńczona wyłamanym szczytem. Fasada pierwotnie boniowana, otwór wejściowy ujęty portalem z dwóch pilastrów dźwigających trójkątny szczyt. Wschodnia z kaplic z lat 20. XX wieku na rzucie prostokąta, kryta ceramicznym dachem dwuspadowym o niesymetrycznych połaciach, elewacje bez detalu. Jedna ze ścian uzupełniona współcześnie pustakami. Na cmentarzu przykościelnym chowano jedynie katolików.

inne zabytki:
- barokowa kapliczka z drugiej połowy XVIII w., obok furty, ujęta murem, w formie niszy zamkniętej łukiem nadwieszonym, ujętej pilastrami zwieńczonymi bogato profilowanym gzymsem powtarzającym zarys łuku i wyłamanym w osiach pilastrów. W niszy ustawiona na wysokim postumencie barokowa figura św. Jana Nepomucena z drugiej połowy XVIII w.
- plebania nr 43, wzniesiona według projektu z 1933 r. w miejscu wcześniejszej budowli z 1832 r., która zastąpiła pierwszy budynek probostwa wybudowanego w 1717 r. dla ówczesnego proboszcza, cystersa Adalbertusa Ansorge. Budynek dwukondygnacyjny, założony na rzucie prostokąta, dwutraktowy, nakryty ceramicznym dachem dwuspadowym, ze szczytami o wyłamanych narożach i zwieńczeniu; otwory prostokątne. Elewacja przednia poprzedzona współcześnie dobudowanym gankiem. Pierwsza wzmianka o istniejącej przy kościele plebanii pochodzi z 1785 r.; wcześniejsze zabudowania probostwa zostały doszczętnie spalone w czasie wojny trzydziestoletniej. W roku 1829 odnotowano, że ówczesny budynek probostwa pochodził z 1717 r. Łączyć go zatem można z wcześniej wymienionym proboszczem, cystersem Adalbertusem Ansorge, który objął parafię 18 sierpnia tegoż roku. W czasie pożaru wsi w 1826 r. spłonęły należące do parafii zabudowania gospodarcze. Na podstawie dokumentacji projektowej zachowanej we wrocławskim Archiwum Państwowym, zagrodę plebańską można bezsprzecznie zidentyfikować z obecną plebanią nr 43. Z 1832 r. pochodzi projekt nieistniejącego 2-kondygnacyjnego budynku plebanii, krytego dwuspadowym dachem, którego otwory okienne zdobiły wyłamane gzymsy nadokienne. Towarzyszyła mu niewielka stajnia. Budynek ten został w niewielkim stopniu przebudowany w 1882 r. według projektu królewskiego radcy budowlanego Gandtnera, a w 1933 r. zastąpiony obecnym budynkiem probostwa.
- szkoła katolicka (obecnie dom mieszkalny nr 42), wzniesiona w 1898 r. według projektu królewskiego inspektora budowlanego Walthera (?). Budynek dwukondygnacyjny, założony na rzucie prostokąta, dwutraktowy, nakryty ceramicznym dachem dwuspadowym, w którym lukarny o daszkach pulpitowych. Górna kondygnacja budynku wykonana w konstrukcji ryglowej. Elewacje w partii przyziemia ujęte ceglanym pasem gzymsowym; otwory w ceglanych obramieniach, naroża wyrobione w cegle. Na posesji zachowany dawny budynek sanitarno-gospodarczy z 1898 r. oraz w głębi od północy pół budynku gospodarczego użytkowanego pierwotnie przez szkołę i parafię. Szkoła katolicka założona została w Gościsławiu przed 1804 r., bowiem wówczas wzniesiono na nowo jej budynek, który istniał jeszcze w 1829 roku. W latach 1827–1829 uczył w niej Ant. Prophet, którego wspomagał inny nauczyciel pomocniczy. Istnienie szkoły z jednym nauczycielem uczącym i jednym pomocniczym odnotowano także w latach: 1830, 1845 i 1884. W 1899 r. budynek szkolny został rozebrany i zastąpił go obecnie istniejący budynek nr 42. Jednocześnie zmieniono lokalizację szkoły w obrębie parceli, przesuwając ją na północ i urządzając w miejscu poprzedniej budowli ogród z budynkiem gospodarczo-sanitarnym. Od wschodu zamykał posesję budynek gospodarczy, użytkowany w części przez szkołę, w części przez parafię. Nową szkołę wybudowano w oparciu o projekt królewskiego inspektora budowlanego Walthera (?), pochodzący z 1898 r. Przed 1945 r. była to szkoła czteroklasowa; w 1929 r. uczyło się w niej 68 uczniów, pod kierunkiem dwóch nauczycieli. W 1897 r. założona została w Gościsławiu dwuklasowa, podstawowa szkoła ewangelicka z przedszkolem, którą ufundowała właścicielka dóbr ziemskich Marie von Kramsta. Uczył w niej jeden nauczyciel (także w 1927 r.).
- cmentarz parafii katolickiej, założony w 1906 r. na wschód od kościoła parafialnego pw. św. Szymona i św. Tadeusza Judy, poza siedliskiem wsi. Drogę dojazdową do cmentarza wydzielono z zagrody plebańskiej – ob. nr 43, należącej do parafii katolickiej. Wytyczony na planie prostokąta, rozplanowany regularnie z aleją na osi, ogrodzony siatką na słupkach granitowych. Przy południowej granicy cmentarza pięć okazałych nagrobków sprzed 1945 r., przed którymi duża kwatera, obsiana trawą i obsadzona niewielkimi iglakami. Współczesne pochówki w północnej części cmentarza. Drogę dojazdową do cmentarza wydzielono z zagrody plebańskiej należącej do parafii katolickiej.
- istotnym elementem krajobrazu wsi jest kaplica w murze ogrodzeniowym zagrody nr 38 i krucyfiks przydrożny w ogrodzie zagrody nr 23.
- zespół folwarczny położony przy głównej drodze wiejskiej, po jej zachodniej stronie, w środkowej części wsi. Złożony z dwóch sąsiadujących ze sobą dziedzińców gospodarczych rozdzielonych brukowaną drogą na osi wschód – zachód, przy której usytuowany jest na zachód od majdanów budynek o charakterze willowym z końca lat 20. XX wieku, będący zapewne czasową rezydencją ostatniego właściciela majętności. Oba majdany dość regularne, zbliżone do prostokąta; przy budynku willowym znajduje się ogród wzmiankowany w księgach adresowych w 1930 i 1937 r.
- majdan północny nieco odsunięty od głównej drogi, stanowił zapewne trzon dawnych dóbr ziemskich w Gościsławiu. Obecnie jego zabudowę tworzą wzniesione w 3/4 ćwierci XIX w.: obora I (od północy), stodoła I (od zachodu); stodoła II z częścią inwentarską (od południa). Dziedziniec od wschodu zamyka mur ogrodzeniowy z bramą wjazdową, przy której ruina dawnej oficyny mieszkalnej.
- majdan południowy – dawna owczarnia, ma bardziej nieregularną zabudowę. Tworzą ją od północy: ceglana, 2-kondygnacyjna oficyna mieszkalna nr 19 z początku XX w., z towarzyszącym budynkiem gospodarczym na rzucie litery L. Za nią w tym samym skrzydle usytuowany jest dawny dom zarządcy dóbr – obecnie dom mieszkalny nr 20 z początku XX w. W skrzydle wschodnim znajduje się budynek inwentarski z 4 ćwierci XIX w.; w skrzydle południowym obora II z 4 ćwierci XIX w., a w skrzydle zachodnim stodoła III – w ruinie z trzeciej ćwierci XIX w.
- w obszarze całego siedliska (z wyjątkiem jego skrajnej, północnej części) zlokalizowane są liczne, duże dawne zagrody kmiece z zabudową skupioną wokół czworobocznych dziedzińców, założone na obszernych działkach siedliskowych. Szczególnie wyróżniają się zagrody nr 23 i 38 z bardzo okazałymi budynkami mieszkalnymi, które można utożsamiać z wolnym dobrem (Freigut) i sołectwem.